# Aeródromo La Pelícana
El Aeródromo La Pelícana (OACI: SCCG) es un terminal aéreo ubicado cerca de Combarbalá, en la Provincia de Limarí, Región de Coquimbo, Chile. Es de propiedad pública.